# Graziella
Pour les articles homonymes, voir Graziella (homonymie).
Graziella est un roman d'Alphonse de Lamartine.

## Présentation générale
D'abord intégré à l'ouvrage autobiographique Les Confidences (Livres VII à X) en 1849, ce roman fut publié seul en 1852 et fut dès lors le livre le plus lu de son auteur. Lamartine y évoque l'Italie et surtout la région napolitaine, où il séjourna à deux reprises, d'abord durant sa jeunesse, en 1811 et 1812, ensuite en 1844, en compagnie de sa femme et de ses nièces.
Reprenant certains thèmes chers au romantisme (l'ennui, le vague des passions, la fougue et les idéaux de jeunesse, le voyage, l'harmonie de l'homme et de la nature), il y romance son premier séjour, et dessine le portrait charmant d'une adolescente amoureuse, d'une "Ève naïve", meurtrie par l'abandon. Ce roman vaut surtout pour la description de la jeunesse romantique et pour la poésie pittoresque de ses descriptions, notamment celles de l'île de Procida, de la Naples populaire (l'astrico) et du Vésuve. L'"Épisode" de la tempête en mer reprend enfin habilement un véritable topos épique. Lamartine y exprime également son amour de la littérature romantique (il mentionne Corinne de Madame de Staël, Les Années d’apprentissage de Wilhelm Meister ou Les Souffrances du jeune Werther de Goethe, Les Dernières Lettres de Jacopo Ortis d'Ugo Foscolo) et avoue son admiration pour le Paul et Virginie de Bernardin de Saint-Pierre, roman qui se trouve au centre du récit.

## Résumé
Le roman commence aux 18 ans de Lamartine, il suit une de ses tantes, en Toscane pour une affaire, afin de découvrir l'Italie. Alors qu'il s'apprête à retourner chez lui, il se décide à partir pour Rome pour continuer son voyage en Italie. Il croise sur le chemin un chanteur d'opéra nommé David et son neveu avec qui il se lie d'amitié, mais découvre alors à Rome qu'il s'agit en fait d'une femme que David habille en homme pour ne pas attirer les regards pendant ses voyages. 
Il loue une chambre chez un peintre de la ville, lit et écrit beaucoup, et se promène avec Camilla l'élève de David jusqu'à ce qu'elle parte. Il part ensuite pour Naples où il retrouve un de ses anciens amis français avec qui il passe alors son temps à se balader et discuter. Il passe notamment du temps à observer les pêcheurs sur la plage partir en mer avec leur barque, et se décide un jour à demander à l'un d'eux s'ils peuvent embarquer avec son petit-fils et lui pour venir les aider à la pêche. 
Pendant plusieurs semaines cette routine de pêche continue jusqu'au jour où la mer se déchaine et où ils échappent de justesse à la noyade en jetant tout le matériel de la barque pour rejoindre au plus vite l'île de Procida. Se faisant, la barque sera détruite mais rachetée avec le matériel perdu par Lamartine et son ami. Ils logent alors 9 jours sûr l'île car la tempête continue et y rencontrent le reste de la famille du pêcheur, dont sa petite fille Graziella. D'abord mal vus par la femme du pêcheur, les voyageurs sont ensuite accueillis par toute la famille. Ils vivent avec eux en les aidant aux récoltes, en se baladant sur l'île, et en leurs lisant des histoires le soir, notamment Paul et Virginie de Bernardin de Saint-Pierre qui émeut toute la famille et particulièrement Graziella. Une fois la tempête finie, tous regagnent Naples, et l'ami de Lamartine est rappelé en France pour le mariage de sa sœur. Lamartine reste donc seul à Naples et tombe malade à cause de sa solitude. Graziella vient alors le voir et il retrouve ses forces puis vient habiter chez la famille du pêcheur où il est chaleureusement accueilli. Il vit alors simplement dans la famille et nourrit lentement un amour pour Graziella. Pendant ce temps, la jeune femme apprend à travailler le corail pour la compagnie de son oncle, elle reçoit alors des cours de son cousin Cecco qui l'apprécie beaucoup, et elle apprend à lire et à écrire avec Lamartine. Mais le père de Cecco décide qu'il va marier son fils à Graziella, et fait la demande à Andréa, demande qui trouble beaucoup Lamartine, qui s'absente alors pour aller au Vésuve, mais aussi Graziella qui devient triste et ne sort plus de sa chambre. Lorsque Lamartine rentre dans la famille, elle consent à se fiancer à Cecco le lendemain, mais fugue sur l'île d'Ischa pendant la nuit en disant qu'elle part pour le couvent. Lamartine l'y retrouve alors pour l'en empêcher, et ils s'avouent alors leur amour d'enfants. Les fiançailles sont alors annulées et Graziella revient à la maison, et redevient heureuse comme avant. Mais elle comme Lamartine redoutent le jour où il devra retourner en France. Un soir son ami parti plus tôt vient le chercher et Lamartine promet donc à Graziella de revenir. Mais avant qu'il ait eu le temps de repartir pour Naples il apprend sa mort.

## Poésie

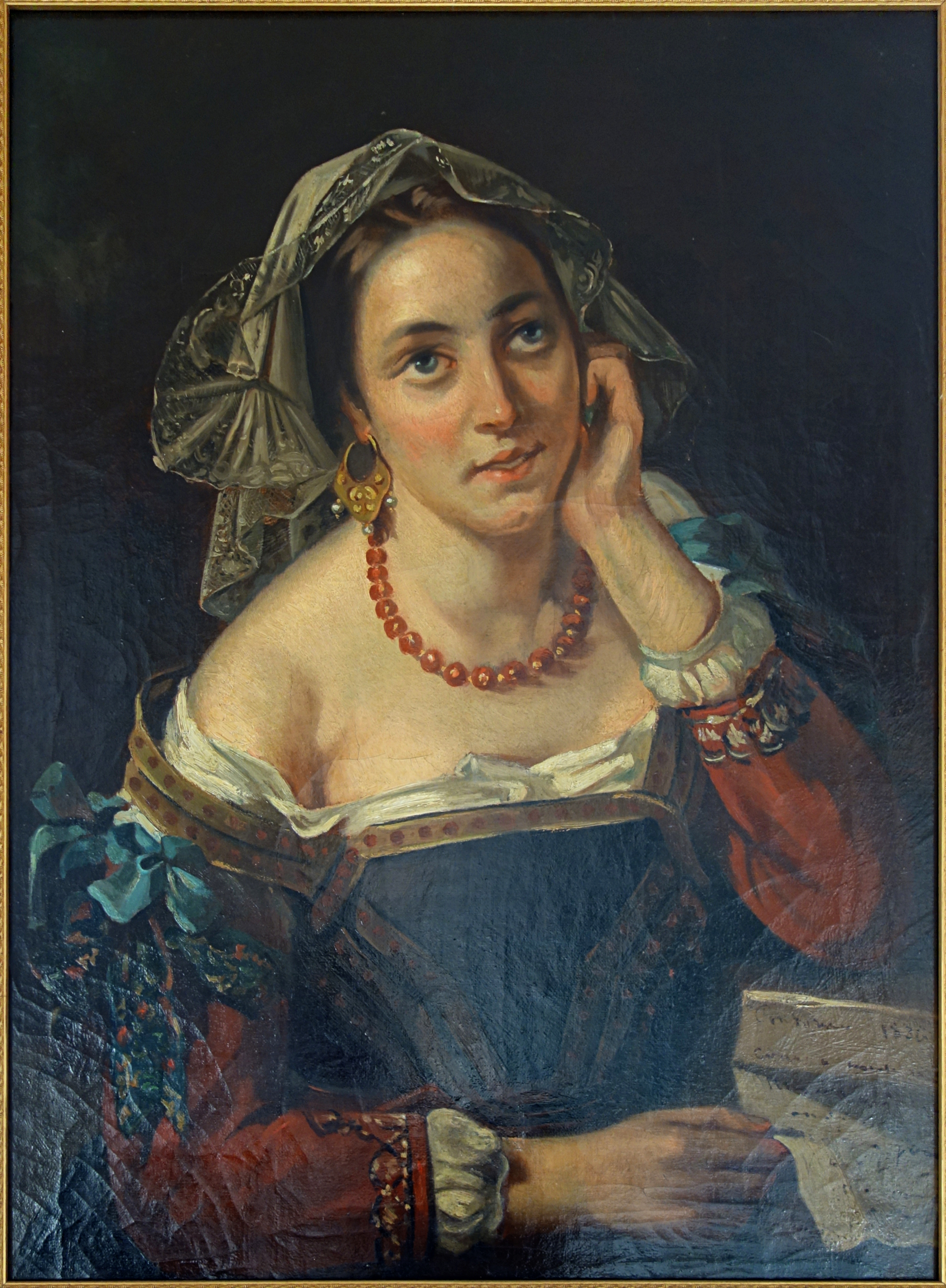
Graziella (1836) par Horace Vernet, au Palais des beaux-arts de Lille

Le voyage en Italie et la jeune femme rebaptisée "Graziella" dans le roman, inspirèrent à Lamartine plusieurs poèmes, dont "Le Premier Regret", placé à la fin de l'ouvrage, "Le Golfe de Baya, près de Naples" écrit en 1813 et intégré aux Méditations poétiques, "Ischia" écrit en 1822 et intégré aux Nouvelles Méditations poétiques, "Le Lis du Golfe de Santa Restitua, dans l'île d'Ischia" (1842), "Salut à lile d'Ischia" (1842), "Adieu à Graziella", "La Fille du pêcheur, Graziella."

## Autres versions
Si ce roman raconte les amours adolescentes de Lamartine, il n'évoque pas totalement la vérité. L'auteur s'en est expliqué dans ses Mémoires inédits, qui présentent une deuxième version du récit et relatent, selon l'auteur lui-même, le véritable « commencement de Graziella ».

## Sources
- Alphonse de Lamartine, Graziella, Paris, Hachette, 1862 lire en ligne sur Gallica.
- A. de Lamartine, Graziella, Paris, édition de Jean-Michel Gardair, Folio Classique, Gallimard, 1979.
- A. de Lamartine, Confidences, Paris, Hachette, 1866.
- A. de Lamartine, Œuvres poétiques, Paris, Bibliothèque de la Pléiade, Gallimard, 1963.